# Magnus Elg
Magnus Elg, född 9 mars 1704 i Linköping, död 19 januari 1741 i Linköping, var en svensk präst och lektor i Linköping.

## Biografi
Elg föddes 9 mars 1704 i Linköping. Han var son till komministern Benedictus Elg i Sankt Lars socken. Elg studerade i Linköping och fortsatte 1721 studier vid Lunds universitet. Han blev 1730 magister. 24 februari 1732 blev han konsistorienotarie i Linköping. Han blev 22 april 1734 gymnasieadjunkt. Elg blev 1738 lektor i filosofi. Han prästvigdes 29 april 1738. Elg avled 19 januari 1741 i Linköping.

### Familj
Elg gifte sig 1734 med Ulrica Mariana Barfoth (död 1747). Hon var dotter till prosten Ejlert Barfoth och Catharina Ivarsdotter i Glemminge socken. De fick tillsammans barnen Catharina, Margareta (1736-1798), Benedictus (1737-1740), Ejlert (1739-1740) och Nicolaus (1741-1742).